# سیلکه
سیلکه (اسپانیایی: Silke‎؛ زادهٔ ۶ فوریهٔ ۱۹۷۴) بازیگر اهل اسپانیا است.
از فیلم‌هایی که وی در آن نقش داشته‌است، می‌توان به زمین و سلام، تنهایی؟ اشاره کرد.